# 30-m²-Schärenkreuzer
30-m²-Schärenkreuzer (auch 30er-Schärenkreuzer oder Dreißiger) sind die am weitesten verbreiteten Vertreter einer Klasse sportlicher Segelboote (schwed.: „skärgårdskryssare“). Die Zahl bezieht sich auf die Segelfläche von – nominell – 30 m².

30-m²-Schärenkreuzer

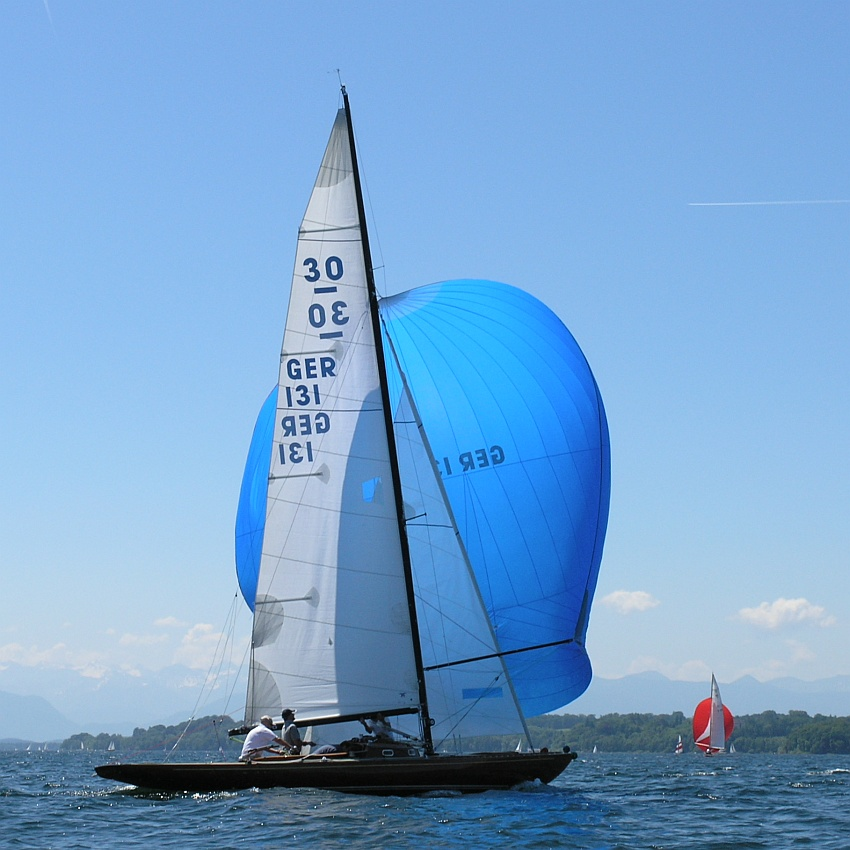
Ein 30-m² Schärenkreuzer mit gesetztem Spinnaker

Schärenkreuzer sind gekennzeichnet durch – gemessen an der Rumpflänge – vergleichsweise geringe Segelfläche und mäßige Verdrängung, jedoch gute Handhabung und hohe Rumpfgeschwindigkeit. Kenner allerdings schätzen sie besonders wegen ihrer zeitlos eleganten Linien.
Sie wurden in der zweiten Hälfte des 19. Jahrhunderts an der Ostseeküste Schwedens entwickelt, um den dortigen sehr unterschiedlichen Wind- und Wellenbedingungen gerecht zu werden. Im Vergleich mit den seinerzeit üblichen Sportbooten reagierte das hohe Rigg auch auf leichte Brisen im Windschatten der Schären, der kurze Kiel sicherte Wendigkeit, die schlanke Rumpfform in Kombination mit den langen Überhängen reduzierte die Bremswirkung. Gleichzeitig jedoch verlängerte sich bei Krängung die wirksame Länge in der Wasserlinie und damit die Rumpfgeschwindigkeit. So war sportliches Segeln möglich. Nach heutigen Maßstäben gelten die „Dreißiger“ als untertakelt, auf Grund der schmalen Linien kommen sie grundsätzlich nicht zum Gleiten und das Raumangebot unter Deck ist kaum größer als das eines halb so langen Daysailers. Gerühmt werden dagegen – neben der Schönheit – die Kursstetigkeit und die erreichbare Höhe am Wind.
Als sich in der Zeit vor dem Ersten Weltkrieg in der Vermessung der R-Yachten der Trend zu schwereren (und damit in Anschaffung und Betrieb teureren) Konstruktionen abzeichnete, schlugen Segler in Schweden als Alternative vor, lediglich die Segelfläche für die Einteilung in Rennklassen heranzuziehen; ansonsten sollten die Konstrukteure freie Hand zur Entwicklung möglichst schneller Boote behalten (Konstruktionsklasse). 1908 wurden von der Königlichen Schwedischen Seglervereinigung sieben Schärenkreuzer-Klassen mit Am-Wind-Flächen von 30 bis 150 m² definiert und zugelassen (seit 1925: neun Klassen von 15 m² an).
Das Ergebnis der kompromisslos einfachen Regelung war eine Reihe eleganter und sehr schneller Rennyachten, bei denen allerdings die Grenzen der Bootsbaukunst bald erreicht wurden, da sich die immer länger werdenden, jedoch weiterhin sehr schmalen Rümpfe im Seegang verwinden konnten. So wurden die Baubestimmungen im Jahr 1925 grundlegend geändert: wer seine Yacht länger machen wollte, musste auch geschwindigkeitshemmende Parameter (Verdrängung als Schiffsmaß, Rumpfbreite usw.) anheben. 1920 – in Antwerpen – waren der 30er und der 40er Schärenkreuzer olympische Klassen. 1930 wurde die Vermessung der Segelfläche geändert. Da später keine wesentlichen Änderungen mehr beschlossen wurden, wurde diese Konstruktionsklasse im Stadium der eleganten Linienführung der 1920er Jahre faktisch „eingefroren“. Besonders im schwedischen Ostseeraum wurden die kleineren der Schärenkreuzer – wie von ihren Initiatoren erhofft – zu einer Art „Volksboot“.
Nach dem Ersten Weltkrieg versuchten die deutschen Segler, aus der Isolation des Deutschen Reiches zu gelangen, und setzten zunehmend auf Schärenkreuzer. In den 30er Jahren machte der englische Konstrukteur und Publizist Uffa Fox diese Sportboote in Großbritannien und in Übersee populär. Der einflussreiche L. Francis Herreshoff in den Vereinigten Staaten begeisterte sich für sie. Ende der 30er Jahre segelten in Schweden rund 500 dieser Yachten, in Deutschland rund 100, mehr als 30 in Finnland, etwa 20 in England und 25 in den USA.
Nach dem Zweiten Weltkrieg bremsten allerdings gestiegene Komfortwünsche vieler Segler das Wachstum der Klasse. Denn pflegeleichte, vergleichsweise preisgünstige Kunststoffboote mit Stehhöhe, Sanitärraum und Pantry bieten bei deutlich geringerer Länge mehr Bequemlichkeit. Ende der 60er Jahre kam es jedoch zu einer deutlichen Wiederbelebung, besonders am Bodensee. Dort erfreut sich auch der 22er Schärenkreuzer hoher Beliebtheit. 1970 wurde in Göteborg eine tourentaugliche Variante des klassischen 30-m²-Schärenkreuzers vorgeschlagen; sie wurde unter der Bezeichnung „S-30“ ein Erfolg und bis 1979 hergestellt.
Da der Konstrukteur auch heute noch weitgehend freie Hand hat, können Schiffe dieser Klasse eine Länge zwischen 11 und 13 m haben; die Breite liegt im Allgemeinen um 2 m, sie verdrängen etwa 2–3 t. Eine Besonderheit der Vermessungsformel von 1930 führt dazu, dass ein Dreißiger tatsächlich (legal) eine Am-Wind-Segelfläche von 50 m² haben kann.